# Margot Weber
Margot Weber (* 16. November 1960 in Fulda) ist eine deutsche Juristin.

## Werdegang
Nach dem in Stuttgart abgelegten Zweiten Staatsexamen im Jahr 1995 trat Weber am 1. Februar 1995 ihre erste Richterstelle an und war seither an diversen Arbeitsgerichten innerhalb Baden-Württembergs sowie am Landesarbeitsgericht Baden-Württemberg tätig. Zuletzt eine Stelle als Richter am Arbeitsgericht Stuttgart innehabend, erhielt sie am 30. April 2013 die Ernennungsurkunde zur Richterin am Bundesarbeitsgericht.

## Quelle
- Margot Weber neue Richterin am BAG, juris vom 30. April 2013